# Miguel Molina Díaz
Miguel Molina Díaz (Quito, 24 de febrero de 1992) es un escritor y abogado ecuatoriano. Es autor de poesía, crónica, periodismo de opinión, ensayo y narrativa. Su más reciente obra es la novela Bruma (Seix Barral, 2023).

## Reseña biográfica
Se graduó como abogado en la Universidad San Francisco de Quito. También realizó estudios en literatura comparada en la Universidad Autónoma de Barcelona.
Desde sus años universitarios ejerció el periodismo en varios medios ecuatorianos, como El Comercio, La República y La Hora. En el año 2017 obtuvo una mención de honor en el Premio de Excelencia Periodística de la Sociedad Interamericana de Prensa (SIP), categoría opinión.
Su primer libro es el poemario Postales, que apareció en 2017. En 2020, publicó su libro de no ficción Cuaderno de la lluvia, un conjunto de crónicas sobre viajes y desplazamientos. Sus cuentos y ensayos han aparecido en revistas y antologías.
Cuenta con dos maestrías, una en escritura creativa en español de la Universidad de Nueva York y otra en derecho constitucional de la Universidad de Valencia, España.
La novela Bruma, publicada por el sello Seix Barral de Grupo Planeta empezó como su proyecto de grado de la maestría de la Universidad de Nueva York.
Actualmente, es de profesor de grado y posgrado de varias universidades ecuatorianas y columnista de diario El Universo.

## Obras
- Postales (Jaguar Editorial, 2017)[13]
- Cuaderno de la lluvia (Dinediciones, 2020)[14]
- Bruma (Seix Barral, 2023)[15]